# Un colpo di vento (film 1936)
Un colpo di vento è un film del 1936 diretto da Charles-Félix Tavano e Jean Dréville.

## Trama
Un giorno, il signor Rigattieri esce in camicia da notte fuori di casa, ma un colpo di vento chiude la porta alle sue spalle. Rimasto fuori, senza la possibilità di rientrare, perché privo di chiavi, chiede aiuto ad una bambina e le offre del denaro perché vada a cercare un fabbro.
Sorpreso da alcune persone, viene arrestato e condannato a sei mesi di galera.
In attesa del processo di Appello, salva la vita ad un suicida che si era gettato nell'Arno, per disperazione, lo aiuta a sposarsi e questo convincerà i giudici ad assolverlo ritenendolo del tutto estraneo ai fatti contestati.

## Produzione
Il film venne girato negli stabilimenti di Tirrenia in doppia versione italo-francese.

## La critica
Enrico Roma su Cinema Illustrazione del 6 maggio 1936 " Non discuto la commedia di Forzano, forse da ogni argomento si può trarre un film. Ma è addirittura inspiegabile che oggi si adotti la tecnica elementare che rese famose diverse case ai tempi dei film in serie tratti dai romanzi d'appendice; Zacconi è un grande attore ma va attentamente guidato. Molti elogi a Dria Paola, che vorremmo vedere più spesso tanto è graziosa e sincera. Il Tavano aveva tra le mani una materia eccellente, nello scenario. Possibile che non sia stato preso dal desiderio di sfruttare a dovere Pisa e la pittoresca Festa del Ponte, che ci fa intravedere appena?"